# Felipe Ramírez Ramírez
Felipe Ramírez Ramírez (Santiago de Querétaro, México, 1939 - 2015) fue un organista, musicólogo, compositor y profesor mexicano.

## Trayectoria
Obtuvo el título de organista y cantor de Primer Grado en la Escuela Diocesana de Música Sacra de Querétaro, ciudad en la que fue nombrado posteriormente Organista Titular de la Catedral. En 1959 obtuvo una beca de la Diócesis de Querétaro para continuar sus estudios en la Escuela Superior de Música de Regensburg (Ratisbona), en la entonces República Federal de Alemania, donde se graduó en Canto Gregoriano, órgano, y composición con un trabajo sobre la misa Sydus ex claro de Orlando di Lasso. Durante su estancia en Europa fue organista del templo St. Georg Schwabelweiss; ofreció varios conciertos como organista y como acompañante oficial del Coro de la Escuela de Regensburg, y obtuvo un diploma de Improvisación al Órgano en el Curso Internacional de Verano en Haarlem, Holanda. 
A su regreso a México en 1964 permaneció tres años en su ciudad natal como catedrático de la Escuela de Música Sacra y de la Escuela de Música de la Universidad Autónoma de Querétaro y como promotor de la Semana Nacional del Órgano. En 1969 obtuvo por oposición la titularidad del Órgano del Templo de Santo Domingo de Guzmán de la Ciudad de México e inició una intensa labor de difusión de la música para órgano. Así mismo, promovió la restauración de los órganos monumentales de las Catedrales de Puebla y México participando en los conciertos de reinauguración. En 1982 actuó como director musical y organista solista en el estreno de la Cantata de la pluma al ángel de Alicia Urreta.

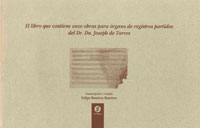
El Libro Que Contiene Onze Obras para Órgano de Registros Partidos del Dr. Dn. Joseph de Torres

En 1972 se convirtió en cátedrático de improvisación y registro al órgano en el Conservatorio Nacional de Música (México). En 1978 comenzó en el Centro Nacional de Investigación, Documentación e Información Musical "Carlos Chávez" (CENIDIM) su trabajo de investigación sobre la Música virreinal. El maestro Ramírez ha publicado dos estudios críticos sobre transcripciones, realizadas por él mismo, de manuscritos de los siglos XVI al XVIII, pertenecientes a la Colección Jesús Sanchez Garza del CENIDIM, (Tesoro de la Música Polifónica, Tomo II: 13 villancicos de autores portugueses, españoles y mexicanos, CENIDIM-INBA-SEP 1981, y Tesoro de la Música Polifónica, tomo IV: El libro que contiene onze obras para órgano de registros partidos del Dr. Dn Joseph de Torres, CENIDIM-INBA-SEP 1985), este último libro fue grabado por el mismo Felipe Ramírez al órgano en el disco Joseph de Torres: Música para órgano para la fonoteca del mismo CENIDIM. En 1982 Felipe Ramírez Ramírez obtuvo por concurso de oposición el puesto de Organista Titular de la Catedral Metropolitana de la Ciudad de México.
Falleció en la Ciudad de México el 14 de mayo de 2015, en total soledad.

## Partituras
- El Libro Que Contiene Onze Obras para Órgano de Registros Partidos del Dr. Dn. Joseph de Torres.

http://inbadigital.bellasartes.gob.mx:8080/jspui/handle/11271/815
- Batalla de Torres, en IMSLP proyecto de Petrucci Music Library.

https://imslp.org/wiki/Batalla_de_Torres_(Torres_y_Vergara%2C_Joseph_de)

## Discografía
- Joseph de Torres. Música para órgano, Felipe Ramírez, órgano. México: SEP, INBA, Cenidim, 1985, [2 LP]

http://inbadigital.bellasartes.gob.mx:8080/jspui/handle/11271/1150
- Datos: Q16566811